# Везюпербрюг
Везюпербрюг (нід. Wezuperbrug) — село в нідерландській провінції Дренте. Входить до муніципалітету Куворден.
Його площа становить 0,81 км², а населення станом на 2021 рік складало 165 осіб.
Перша згадка про населений пункт датується 1942 роком, а його назва буквально перекладається як «міст біля Везюпа».